# Сен-Жай, Дидье де
Дидье́ де Сен-Жай (фр. Didier de Saint-Jaille) или Дидье́ де Сент-Жай (фр. Didier de Sainte-Jaille; 1473, Тулон — 26 сентября 1536, Монпелье) — 45/46-й Великий магистр ордена госпитальеров (1535—1536).

## Краткие сведения
Приор Тулузы и отважный защитник Родоса был избран, как и его предшественник, великим магистром в своё отсутствие.
По сведениям Феликса Заллеса, современники сравнивали его с легендарным Баярдом, «рыцарем без страха и упрёка» (фр. Chevalier sans peur et sans reproche). Сразу после избрания 22 ноября 1535 года великим магистром заболел и не смог попасть на Мальту. При отсутствии великого магистра на Мальте его обязанности исполнял лейтенант Жак Пейликен, отправивший 150 рыцарей и 700 солдат в рейд против укрывавшихся в окрестностях Триполи пиратов. Задуманная лейтенантом операция завершилась успешно
Умер в Монпелье 26 сентября 1553 года (16 сентября). Эпитафия не сохранилась, поскольку не сохранились церковь, где был похоронен магистр. Против обыкновения у Феликса Заллеса в книге «Анналы Мальтийского ордена» (Annales de l’Ordre de Malte) также отсутствует описание отчеканенных во время его правления монет.